# Зу-ль-хиджа
Зуль-хиджа, или Зу аль-хиджа (араб. ذو الحجة‎) — является 12-м месяцем исламского календаря. Это один из четырёх запретных месяцев (раджаб, зуль-хиджа, зуль-када, мухаррам). Особенно ценными являются первые десять дней этого месяца (желательно держать пост в эти дни).

## События
- 11, 12 и 13 дни — дни ат-Ташрик

### 7 день
- 114 г.х. — смерть имама Мухаммада аль-Бакира

### 9 день
- День Арафат — день, когда участники хаджа молятся у подножия горы Арафат возле Мекки

### 10 день
- Курбан-байрам — праздник жертвоприношения
- 270 г.х. — Абу Иса ат-Тирмизи закончил написание сборника хадисов аль-Джами (Сунан)
- 1121 год — убийство фатимидского визиря аль-Афдаля Шаханшаха[1]

### 18 день
- Гадир Хум — шиитский праздник[2]

### 26 день
- 23 г.х. — смерть Праведного халифа Умара ибн аль-Хаттаба

- 1442 г.х.: с 11 июля по 9 августа 2021
- 1443 г.х.: с 30 июня по 28 июля 2022
- 1444 г.х.: с 19 июня по 18 июля 2023